# Ağamalıoğlu
Ağamalıoğlu (ryska: Агамалыоглу) är en ort i Azerbajdzjan.   Den ligger i distriktet Goranboj, i den centrala delen av landet, 290 kilometer väster om huvudstaden Baku. Ağamalıoğlu ligger 220 meter över havet och antalet invånare är 2 551.
Terrängen runt Ağamalıoğlu är huvudsakligen platt, men söderut är den kuperad. Runt Ağamalıoğlu är det ganska tätbefolkat, med 70 invånare per kvadratkilometer.. Närmaste större samhälle är Ganja, 14,8 kilometer väster om Ağamalıoğlu.
Trakten runt Ağamalıoğlu består till största delen av jordbruksmark.